# Lucas Rougeaux
Lucas Rougeaux (Grasse, 10 maart 1994) is een Frans voetballer die sinds 2016 uitkomt voor KV Kortrijk. Rougeaux is een verdediger.

## Spelerscarrière

### Frankrijk
Rougeaux doorliep zijn jeugdopleiding bij US Valbonne Sophia Antipolis, RC Grasse en OGC Nice. Bij die laatste club maakte hij op 12 mei 2013 zijn debuut in de Ligue 1: tegen Évian Thonon Gaillard FC mocht hij in de 82e minuut invallen voor Kévin Gomis. Het zou bij die ene profwedstrijd in het shirt van Nice blijven. Nice besloot de jonge verdediger daarop uit te lenen: eerst aan derdeklasser Étoile FC Fréjus Saint-Raphaël, dan aan reeksgenoot US Boulogne. Na deze twee uitleenbeurten liet de club Rougeaux definitief vertrekken naar de Belgische eersteklasser KV Kortrijk, waar hij met Xavier Mercier een ex-ploegmaat van bij Boulogne tegenkwam.

### KV Kortrijk
Rougeaux speelde in zijn eerste seizoen bij KV Kortrijk dertien competitiewedstrijden. Na twee korte invalbeurten speelde hij in de reguliere competitie vier wedstrijden op rij als rechtsback, waarna trainer Karim Belhocine hem in Play-off 2 (op één wedstrijd na) als centrale verdediger – de positie die hij destijds naar eigen zeggen verkoos – liet spelen. Belhocines opvolger Yannis Anastasiou liet hem in het seizoen 2017/18 aanvankelijk starten als rechtsback, maar plaatste hem uiteindelijk toch weer in het centrum van de verdediging. Later dat seizoen werd hij onder Glen De Boeck echter weer een rechtsback.
Op 6 februari 2018 liep Rougeaux in de bekerwedstrijd tegen KRC Genk een zware kruisbandblessure op, nadat hij in de heenwedstrijd nog het winnende doelpunt had gescoord in de 3-2-zege. Rougeaux zag de volledige reguliere competitie van het seizoen 2018/19 in rook opgaan. Op 2 april 2019 maake hij zijn comeback in de Play-off 2-wedstrijd tegen Waasland-Beveren, waarin Yves Vanderhaeghe hem in de 82e minuut liet invallen voor Brendan Hines-Ike. De Kortrijkzanen wonnen dat seizoen hun poule in Play-off 2, maar grepen uiteindelijk naast een Europees ticket nadat ze in de finale met 1-2 verloren van Sporting Charleroi. Kortrijk was in deze finale nochtans op voorsprong gekomen na een vroeg doelpunt van Imoh Ezekiel op aangeven van Rougeaux.
In het seizoen 2019/20 raakte Rougeaux nauwelijks aan meer speelminuten dan in het seizoen na zijn horrorblessure: na acht competitiewedstrijden viel hij opnieuw maanden uit – ditmaal door een pubalgie –, en toen hij weer fit was werd de competitie stilgelegd vanwege de coronapandemie. Ook in de seizoenen daarna ontbrak hij geregeld door een blessure.

## Statistieken
| Seizoen         | Club                | Land               | Competitie      | Competitie | Competitie | Beker | Beker | Supercup | Supercup | Europees | Europees | Totaal | Totaal |
| Seizoen         | Club                | Land               | Competitie      | Wed.       | Dlp.       | Wed.  | Dlp.  | Wed.     | Dlp.     | Wed.     | Dlp.     | Wed.   | Dlp.   |
| --------------- | ------------------- | ------------------ | --------------- | ---------- | ---------- | ----- | ----- | -------- | -------- | -------- | -------- | ------ | ------ |
| 2012/13         | OGC Nice            | Vlag van Frankrijk | Ligue 1         | 1          | 0          | 0     | 0     | −        | −        | −        | −        | 1      | 0      |
| 2012/14         | OGC Nice            | Vlag van Frankrijk | Ligue 1         | 0          | 0          | 0     | 0     | −        | −        | −        | −        | 0      | 0      |
| 2014/15         | → Étoile St-Raphaël | Vlag van Frankrijk | Champ. National | 23         | 2          | 0     | 0     | −        | −        | −        | −        | 23     | 2      |
| 2015/16         | → US Boulogne       | Vlag van Frankrijk | Champ. National | 12         | 0          | 1     | 0     | −        | −        | −        | −        | 13     | 0      |
| 2016/17         | KV Kortrijk         | Vlag van België    | Eerste klasse A | 13         | 0          | 0     | 0     | −        | −        | −        | −        | 13     | 0      |
| 2017/18         | KV Kortrijk         | Vlag van België    | Eerste klasse A | 18         | 0          | 5     | 3     | −        | −        | −        | −        | 23     | 3      |
| 2018/19         | KV Kortrijk         | Vlag van België    | Eerste klasse A | 6          | 0          | 0     | 0     | −        | −        | −        | −        | 6      | 0      |
| 2019/20         | KV Kortrijk         | Vlag van België    | Eerste klasse A | 8          | 0          | 0     | 0     | −        | −        | −        | −        | 8      | 0      |
| 2020/21         | KV Kortrijk         | Vlag van België    | Eerste klasse A | 16         | 0          | 0     | 0     | −        | −        | −        | −        | 16     | 0      |
| 2021/22         | KV Kortrijk         | Vlag van België    | Eerste klasse A | 6          | 0          | 0     | 0     | −        | −        | −        | −        | 6      | 0      |
| Carrière totaal | Carrière totaal     | Carrière totaal    | Carrière totaal | 103        | 2          | 6     | 3     | 0        | 0        | 0        | 0        | 109    | 5      |

## Nationale jeugdelftallen
Rougeaux doorliep meerdere nationale jeugdelftallen. Met de Franse U19 nam hij in 2013 deel aan het EK U19. Frankrijk haalde de finale, maar moest daarin de duimen leggen voor de Servische U19. Rougeaux speelde dat toernooi enkel mee in het groepsduel tegen datzelfde Servië, waarin hij in 72e minuut inviel voor Antoine Conte. Aan dat toernooi namen ook onder latere internationals als Anthony Martial, Adrien Rabiot en Benjamin Mendy deel.